# Rene Bond
Rene Bond (* 11. Oktober 1950 in San Diego; † 2. Juni 1996 in Kalifornien) war eine US-amerikanische Pornodarstellerin.

## Karriere
Rene Bond begann ihre Karriere 1968 und beendete sie 1980. Laut eigenen Angaben kam sie zur Pornokarriere, da sie dringend Geld benötigte und Bekannte in der Pornoindustrie hatte. Im Laufe ihrer Porno-Karriere trat sie in über 300 Szenen auf. Ihr Werk umfasste sowohl billige Produktionen als auch Kinoproduktionen mit größerem Budget. Weitere Pseudonyme, unter denen sie zu finden ist, sind Karen Small, Paula Schnall, Mindy Brandt, Renee Bond, Lilly Lovetree, Annie Hall, Diane Lee und Lotta Rocks. Sie verfügte über ein relativ jugendliches Aussehen, weshalb sie gerne in der Rolle von Teenagern oder Farmerstöchtern eingesetzt wurde. Bekannt war sie für ihren Oralverkehr. Sie trat gerne mit ihrem Lebensgefährten Ric Lutz zusammen auf. Rene Bond war eine der ersten Pornodarstellerinnen, die eine Brustvergrößerung an sich vornehmen ließen. Neben ihrer Tätigkeit als Pornodarstellerin trat sie als Burlesque-Tänzerin in Hollywood auf. Ab Mitte der 1970er Jahre vermarktete sie Fotos von sich über ein eigenes Versandunternehmen.
Nach dem Ende ihrer Pornokarriere ließ Rene Bond sich in Las Vegas nieder, um eine Familie zu gründen. Sie trat in der Öffentlichkeit 1985 noch einmal in der Quiz-Show Break the Bank auf und konnte dort 9.000 $ gewinnen.  Im Juni 1996 starb sie in Kalifornien im Alter von 45 Jahren an Leberzirrhose.
Rene Bond ist Mitglied der AVN Hall of Fame sowie zwei weiterer Halls of Fame.

## Filmografie (Auswahl)
- 1971: 'Necromania': A Tale of Weird Love!
- 1971: The Jekyll and Hyde Portfolio
- 1971: Teen-age Fantasies: An Adult Documentary
- 1977: Do You Wanna Be Loved?

## Auszeichnungen
- AVN Hall of Fame
- XRCO Hall of Fame
- Legends of Erotica Hall of Fame